# Komunistyczna Partia Polski
Komunistyczna Partia Polski (w latach 1918–1925: Komunistyczna Partia Robotnicza Polski) – partia komunistyczna założona 16 grudnia 1918 na zjeździe połączeniowym SDKPiL i PPS-Lewicy, rozwiązana przez Komintern 16 sierpnia 1938 w ramach wielkiej czystki w ZSRR.
Organizacja powstała w wyniku fuzji radykalnego nurtu polskiego ruchu socjalistycznego (PPS-Lewica) i socjaldemokracji na terenie ziem polskich zaboru rosyjskiego (SDKPiL). W praktyce, po połączeniu obu partii w Komunistyczną Partię Robotniczą Polski, KPRP była od marca 1919 sekcją Kominternu na terenie II Rzeczypospolitej. Jej celem strategicznym była rewolucja społeczna, która wiązała się w ujęciu KPP z likwidacją państwa polskiego i wcieleniem jego terenów do ZSRR jako republiki sowieckiej (przy rewizji granic nowo powstałej republiki na rzecz sąsiadów). Komuniści uważali niepodległe państwa za kategorię polityczną minionej epoki. Rosyjska rewolucja była dla nich początkiem nowego zorganizowania Europy a nawet nowej cywilizacji stanowiącej jeden organizm zdominowany przez proletariat. Z uwagi na cele statutowe, zarządzanie z ośrodka poza granicami Rzeczypospolitej (Komitet Wykonawczy Kominternu jako organ nadrzędny KPRP jako sekcji Kominternu), udział działaczy KPRP w wojnie polsko-bolszewickiej po stronie Rosji Sowieckiej przeciwko państwu polskiemu i poparcie KPRP jako partii dla Rosji Sowieckiej w czasie tej wojny, działalność KPRP (a później KPP) została uznana za antypaństwową. Była ona nielegalna na terenie Rzeczypospolitej od marca 1919, gdy KPRP nie uznając legalności państwa polskiego nie dopełniła formalności rejestracji wymaganych od organizacji i partii politycznych przez prawo o stowarzyszeniach, do rozwiązania KPP przez Komintern 16 sierpnia 1938 (choć do lipca 1920 tolerowana przez władze państwowe).

## Ruch socjalistyczny i socjaldemokracja na ziemiach polskich do 1918
Powstanie polskiego ruchu robotniczego jest ściśle związane z procesem industrializacji ziem polskich w II połowie XIX w. Zarówno likwidacja granicy celnej między Królestwem Polskim a Imperium Rosyjskim w 1851, jak i zniesienie pańszczyzny 18 marca 1864 pozwoliły na gwałtowny rozwój przemysłowy ziem polskich zaboru rosyjskiego. Rozwój kolei żelaznej, mniejsza odległość od portów Morza Bałtyckiego i Północnego, zasoby surowców naturalnych (przede wszystkim węgla), tania siła robocza i nieco wyższy poziom kulturalny powodował, że Kongresówka stała się atrakcyjna dla rozwoju przemysłu w stosunku do Rosji właściwej. Towary przemysłowe wytworzone tutaj były znacznie tańsze na rynkach rosyjskich w stosunku do tych wyprodukowanych w Niemczech lub w Czechach z powodu likwidacji granicy celnej. Wraz z rozwojem przemysłu powstała klasa robotnicza, która bardzo szybko podjęła walkę z kapitalistami o poprawę swych warunków ekonomicznych. Bardzo szybko zaistniała potrzeba utworzenia związków zawodowych do obrony ekonomicznej, jak i powołania partii politycznej, która broniłaby interesów klasy robotniczej. Pierwszą partię robotniczą – Socjal-Rewolucyjną Partię „Proletariat” (tzw. Wielki Proletariat) założył w Warszawie 1 września 1882 Ludwik Waryński. Po rozbiciu tej organizacji przez władze carskie, zakładano kolejne: tzw. II Proletariat (Marcin Kasprzak i Ludwik Kulczycki), a następnie III Proletariat (Ludwik Kulczycki). W miarę rozwoju inteligencji polskiej, oświaty, upowszechniania się ideologii pozytywizmu i idei socjalistycznych w Polsce zaistniały warunki do utworzenia partii politycznych odwołujących się do marksizmu – socjalistycznych i socjaldemokratycznych.
W 1889 Julian Marchlewski, Jan Leder, Henryk Wilkoszewski i inni założyli Związek Robotników Polskich, ideologicznie reprezentujący lewicową odmianę socjalizmu. W 1892 w Wilnie powstał Związek Robotników Litewskich, kierowany przez Feliksa Dzierżyńskiego o analogicznym profilu. W listopadzie 1892 na przedmieściu Paryża w Montrouge została założona Polska Partia Socjalistyczna (PPS) pod przewodnictwem Bolesława Limanowskiego. Wśród założycieli znaleźli się przedstawiciele z rozbitej partii „Proletariat” Aleksander Dębski, Bolesław Jędrzejowski, Witold Jodko-Narkiewicz, Stanisław Mendelson, Maria Mendelsonowa i Feliks Perl. Ze Związku Robotników Polskich w skład ugrupowania wszedł Stanisław Grabski, ze Zjednoczenia Robotniczego – Edward Abramowski, Jan Strożecki, Stanisław Wojciechowski, a z Gminy Narodowo-Socjalistycznej – Jan Lorentowicz, Władysław Ratuld i Maria Loevy (ps.Maria Szeliga). W uchwale programowej znalazła się idea ścisłego zespolenia walki społecznej z walką polityczną o odzyskanie niepodległości. Partią zbliżoną programowo do PPS była legalnie działająca w Galicji od 1892 Polska Partia Socjalno-Demokratyczna Galicji i Śląska Cieszyńskiego (Ignacy Daszyński, Jędrzej Moraczewski, Herman Diamand, Zygmunt Marek, Herman Lieberman, Bolesław Drobner, Tadeusz Reger).
W 1893 Związek Robotników Polskich połączył się z odłamem II Proletariatu i utworzono nową partię pod nazwą Socjal-Demokracja Królestwa Polskiego (SDKP). Założycielami byli: Julian Marchlewski, Róża Luksemburg i Adolf Warski. Ta partia z kolei połączyła się ze Związkiem Robotników Litewskich i powstała Socjaldemokracja Królestwa Polskiego i Litwy (SDKPiL), autonomiczną organizację w ramach Socjaldemokratycznej Partii Rosji. Skład społeczny tej partii był typowy dla wszystkich partii socjalistycznych – kręgi kierownicze wywodziły się z warstwy inteligenckiej, natomiast tzw. „masy partyjne” stanowili robotnicy. Przywódcami SDKPiL byli: Róża Luksemburg, Leon Jogiches ps. „Jan Tyszka”, Feliks Dzierżyński, Julian Marchlewski, Adolf Warski, Karol Radek i Jakub Hanecki.
Zasadnicza różnica między SDKPiL a PPS polegała na stosunku do sprawy niepodległości Polski. Program PPS zakładał priorytet odbudowy niepodległego państwa polskiego, a następnie wprowadzenie ustroju socjalistycznego w Polsce jako demokratycznej republice o ustroju parlamentarnym przy nadaniu pełnych praw publicznych klasom pracującym i wprowadzeniu drogą parlamentarną ustawodawstwa chroniącego ludzi pracy (ośmiogodzinny dzień pracy, zakaz pracy nieletnich, prawa wyborcze kobiet, wolność związków zawodowych i innych zrzeszeń pracowniczych, prawo do strajku, ubezpieczenia społeczne). Powstanie niepodległego, demokratycznego państwa polskiego o ustroju republikańskim na ziemiach odebranych konserwatywnym, lub reakcyjnym monarchiom Cesarstwa Rosyjskiego, Cesarstwa Niemiec i Austro-Węgier oraz możliwość demokratycznego stanowienia Polaków o swoim losie PPS uznawała za warunek konieczny dla realizacji reform socjalistycznych. SDKPiL natomiast zakładała walkę o wprowadzenie ustroju socjalistycznego na drodze rewolucji we wszystkich krajach europejskich, w tym i w Polsce. Według partii, gdy socjalizm zatriumfuje w Europie, a kapitalizm zostanie zniszczony, to w sposób automatyczny zostanie zniesiony ucisk narodowy, a zatem walka o niepodległość Polski jest niepotrzebna, a nawet szkodliwa, gdyż to spowoduje uwikłanie się Polski w wojny imperialistyczne ze swymi sąsiadami.
Po porażce rewolucji 1905 roku poglądy części działaczy PPS, tzw. „młodych” zbliżyły się do stanowiska SDKPiL. Na tym tle w listopadzie 1906 r., u schyłku rewolucji 1905, na IX Zjeździe PPS w Wiedniu i Krakowie doszło do rozłamu w partii. Obóz niepodległościowy na czele z Józefem Piłsudskim (Walery Sławek, Kazimierz Pużak, Aleksander Prystor, Tomasz Arciszewski, Leon Wasilewski, Witold Jodko-Narkiewicz, Feliks Perl, Rajmund Jaworowski, Jan Kwapiński) oparty na strukturach Organizacji Bojowej PPS utworzył PPS-Frakcję Rewolucyjną (od 1909 używającą ponownie nazwy Polska Partia Socjalistyczna), natomiast obóz internacjonalistyczny – antyniepodległościowy utworzył PPS-Lewicę.
W PPS-Lewicy znaleźli się: Maria Koszutska (Wera Kostrzewa), Maksymilian Horwitz, Feliks Kon, Paweł Lewinson, Stefan Rajewski, Bernard Zaks (Stanisław Nerski-Nerwowy), Józef Feliks Ciszewski, Sława Grosserowa i Wacław Wróblewski ps. „Krzysztof”.
Po wybuchu I wojny światowej PPS-Lewica prezentowała stanowisko antywojenne, PPS – stanowisko popierające działania Józefa Piłsudskiego dla odzyskania niepodległości Polski.

## Komunistyczna Partia Robotnicza Polski w latach 1918–1921

### 1918–1920

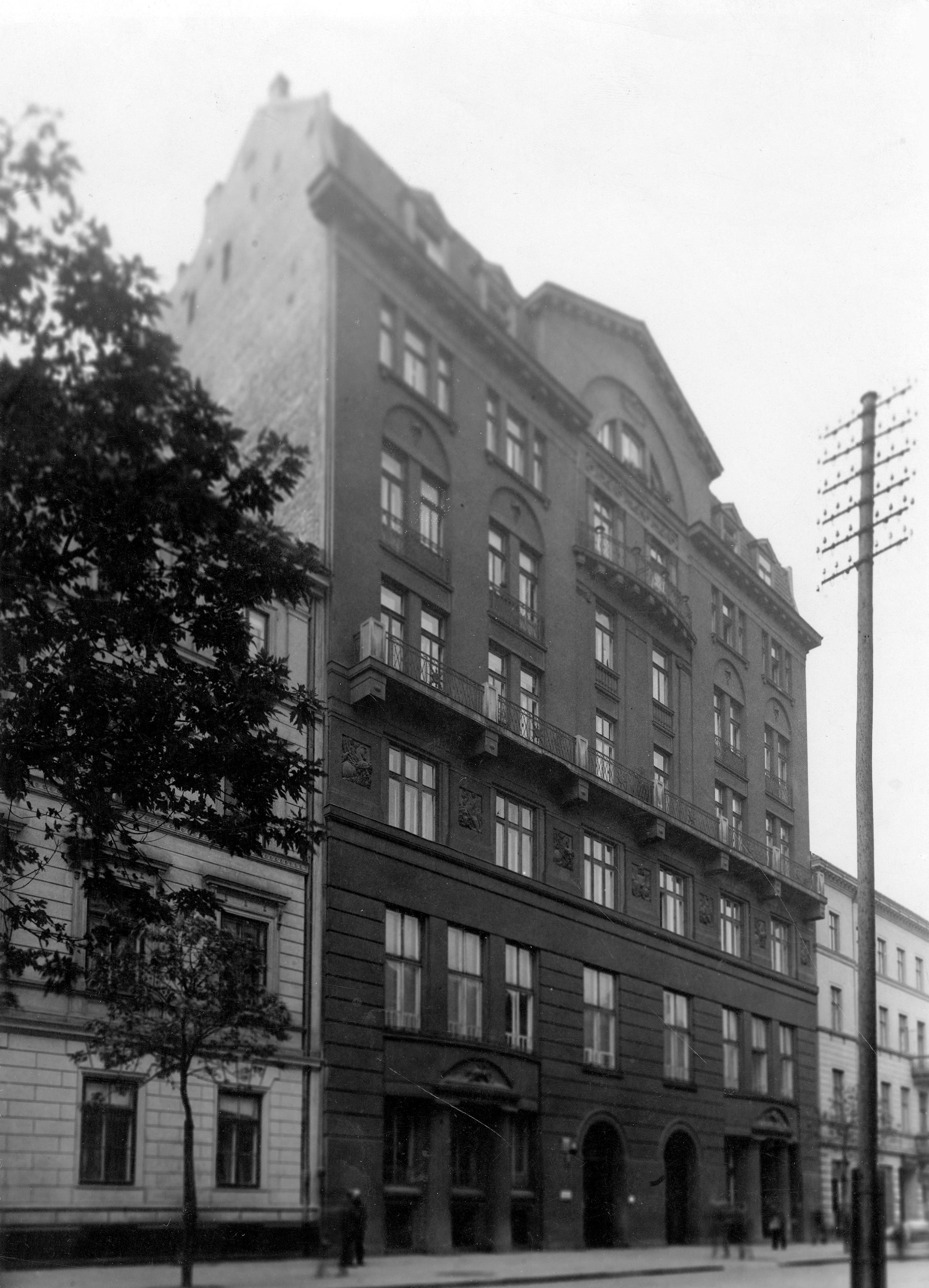
Kamienica Stowarzyszenia Wzajemnej Pomocy Subjektów Handlowych Wyznania Mojżeszowego przy ul. Zielnej 25 w Warszawie, w której w 1918 roku odbył się zjazd SDKPiL i PPS-Lewicy

W sześć tygodni po odzyskaniu przez Polskę niepodległości, 16–18 grudnia 1918, w wynajętej sali w kamienicy Stowarzyszenia Wzajemnej Pomocy Subjektów Handlowych Wyznania Mojżeszowego przy ul. Zielnej 25 w Warszawie, odbył się zjazd SDKPiL i PPS-Lewicy. Obie partie postanowiły się połączyć i utworzyć nową organizację – Komunistyczną Partię Robotniczą Polski. Ów zjazd zjednoczeniowy odbywał się pod hasłem: Cała władza musi przejść w ręce proletariatu miast i wsi, zorganizowanego w Radach Delegatów Robotniczych. Na zjeździe zjednoczeniowym na wniosek Adolfa Warskiego dodano w nazwie partii "Robotnicza" by odróżnić się od partii rosyjskich bolszewików. Zagroził on wystąpieniem z partii jeżeli program partii będzie przewidywał istnienie Polski tylko jako autonomicznej części sfederalizowanej radzieckiej republiki rosyjskiej.
Zjazd odrzucił uznanie niepodległości Polski (był w tej kwestii bardziej radykalny niż Włodzimierz Lenin i bolszewicy w Rosji, którzy deklarowali w roku 1918 – przynajmniej werbalnie – narodom wchodzącym w 1914 (przed wybuchem I wojny światowej) w skład Imperium Rosyjskiego, prawo do samookreślenia, aż do oderwania się od Rosji włącznie) uznając, że jedynie rewolucja światowa usunie wszelki ucisk narodowy oraz zatargi graniczne i językowe. Negatywne stanowisko wobec niepodległości miało swe korzenie w poglądach Róży Luksemburg, dominujących w dawnej SDKPiL, które później zostały określone w kręgach partyjnych jako „błędy luksemburgizmu”. Dopiero w połowie lutego 1919 roku komuniści w Polsce podnieśli hasło stworzenia Polskiej Republiki Rad.
Polityka KPRP była zdeterminowana dwoma czynnikami – poparciem dla rewolucji i rządów bolszewickich w Rosji oraz oczekiwaniami na szybką i zwycięską rewolucję w Niemczech. Komunistom na zjeździe wydawało się, że rewolucja światowa jest bardzo blisko, gdyż zwyciężyła już w Rosji i lada moment wybuchnie w Niemczech, co analogiczne wydarzenia w pozostałych krajach Europy, a następnie na całym świecie. Po zwycięstwie rewolucji światowej takie „kwestie” jak niepodległość Polski, granice, rząd, siły zbrojne itd., miały być zupełnie nieistotne.
W wyniku połączenia SDKPiL oraz PPS - Lewicy, automatycznie ich członkowie znaleźli się w KPRP i to niezależnie od tego, czy byli oni w kraju, czy za granicą. Wielu pepesowców i esdeków przebywało w Rosji (więźniowie, zesłańcy, ewakuowani itd.). Po rewolucji lutowej i obaleniu caratu rozpoczęli działalność legalną w ramach porewolucyjnych swobód demokratycznych, tworząc własne struktury organizacyjne i wchodząc w struktury rosyjskie. Po przewrocie bolszewickim (rewolucji październikowej) musieli zdeklarować się wobec nowej władzy. Ponieważ SDKPiL była autonomiczną organizacją Socjaldemokratycznej Partii Robotniczej Rosji (SDPRR), dla jej członków nie zachodziła potrzeba formalnego wstępowania do SDPRR (b) (frakcji bolszewickiej rosyjskiej socjaldemokracji), choć działacze SDKPiL opowiadali się wewnątrz socjaldemokracji rosyjskiej po stronie różnych jej frakcji (zarówno bolszewików, jak mienszewików, czy internacjonalistów). Członkowie SDKPiL posiadali podwójną przynależność partyjną i w zależności od potrzeb działali jako członkowie powstałej w 1918 RKP(b) lub KPRP. Np. Julian Marchlewski reprezentował KPRP na I Zjeździe Kominternu, a Karol Radek na II Zjeździe, chociaż obydwaj politycy nigdy nie działali w II Rzeczypospolitej. Podobnie działacze krajowi KPRP po wyjeździe do Rosji obejmowali stanowiska w partii bolszewickiej czy w administracji cywilnej lub wojskowej Rosji Sowieckiej. Z kolei działacze Polskiej Partii Socjalistycznej byli związani ideowo i dotychczasową współpracą z rosyjskimi partiami socjalistycznymi opozycyjnymi wobec bolszewików (eserowcy).
W związku z powyższym uformowały się dwa ośrodki polskich komunistów: jeden w Rosji Sowieckiej, drugi w kraju.
W maju 1917 r. powstał w Petersburgu Komitet Wykonawczy grup SdKPiL w Rosji. Miał być łącznikiem między rozproszonymi po Rosji działaczami partii, reprezentować polskich działaczy przed bolszewikami oraz nawiązać kontakt z krajem. 9 listopada 1917 r. odbyła się I Konferencja grup SDKPiL w Rosji – w skład kierownictwa organizacji weszli: Feliks Dzierżyński, Józef Unszlicht, Julian Leszczyński-Leński, Stanisław Bobiński, Edward Próchniak. Większość środowiska komunistów polskich w rewolucyjnej Rosji uważało kierownictwo krajowe SdKPiL za "oportunistyczne" i nie rozumiejące "historycznego momentu" w którym należy podjąć działania zmierzające do wywołania w kraju rewolucji proletariackiej. Do Polski skierowano Stanisława Budzyńskiego, którego zadaniem było tworzenie rad robotniczych. Krajowe władze uważały rady robotnicze za specyficznie rosyjską formę organizacji proletariatu i były przeciw ich tworzeniu. 11 listopada 1918 r. III konferencja grup SDKPiL w Rosji dyskutowała sprawę działania w Mińsku i Wilnie Zachodniej Dywizji Strzelców jako zalążka Polskiej Armii Czerwonej. Część działaczy (m.in. Stanisław Bobiński) ostrzegała przed zbytnim optymizmem co do nastrojów rewolucyjnych w kraju, inni (m.in. Unszlicht i Dolecki) krytykowali pesymistów. Konferencja dokonała zmiany polityki partii, która do tej pory była przede wszystkim nastawiona na wsparcie rewolucji bolszewickiej. Od tego momentu środowisko polskich bolszewików miało koncentrować się głównie na uwzględnianiu przede wszystkim potrzeb działalności rewolucyjnej w kraju. W styczniu 1919 r. CKW grup SDKPiL w Rosji przekształcił się w CKW KPRP (m.in. Stanisław Bobiński, Jakub Dolecki, Feliks Dzierżyński, Julian Leszczyński, Józef Unszlicht). W styczniu 1919 r. powołano tajną Radę Wojskowo – Rewolucyjną Polski. Nie podjęto politycznej decyzji czy Armia Czerwona ma wkroczyć na ziemie polskie czy mają to zrobić wyłącznie polskie jednostki rewolucyjne z Rosji. Powstała konieczność określenia prowizorycznej granicy ziem polskich. CKW grup KPRP w Rosji mimo braku formalnego upoważnienia z kraju, uważając się za przedstawiciela KPRP przy rządzie bolszewickim uznała, że z pewnością ziemiami polskimi są ziemie byłego Królestwa Polskiego z Chełmszczyzną i Suwalszczyzną oraz powiaty bielski i białostocki, ewentualnie również sokólski. Zdaniem politycznych władz Zachodniej Dywizji Strzelców na ziemie polskie powinny wkroczyć wyłącznie polskie jednostki rewolucyjne.
W początkach działalności KPRP nie istniały kontakty między Komitetem Centralnym nowoutworzonej KPRP a polskim środowiskiem bolszewickim w Rosji skupionym w CKW KPRP. W pierwszym okresie działalności partii ujawniła się tendencja do uważania się kierownictwa grup KPRP w Rosji jako kierownika pracy partyjnej w kraju mimo istnienia już organizacji krajowej (w szczególności dotyczyło to Józefa Unszlichta). Dopiero 12 lipca 1919 r. KC KPRP w kraju upoważnił CKW grup KPRP w Rosji (w stanie likwidacji) do reprezentowania partii w kraju wobec III Międzynarodówki.
Głównym kierunkiem działania KPRP w kraju w 1919 roku było utworzenie w miastach zdominowanych przez komunistów rad robotniczych i przejęcie przez nie władzy w celu wprowadzenia "dyktatury proletariatu". Rady robotnicze stały się głównym polem konfliktu między komunistami a socjalistami z PPS. W lutym 1919 roku w dziewięciu największych radach zasiadało 2357 delegatów z czego z PPS - 868 delegatów, z KPRP - 810, z Bundu - 251, z Poalej-Syjon - 244 a z endeckiego Narodowego Związku Robotników - 123. Komuniści byli jednak w mniejszości w dużych ośrodkach Polski centralnej, które decydowały o kształcie polskiej państwowości (największe wpływy mieli komuniści w Zagłębiu Dąbrowskim. Jak donosił w tym czasie poufny raport MSW : " (...) jest rzeczą znamienną, że specjalni agitatorzy komunistyczni potrafili dotrzeć do niższych sfer PPS i wywołali tam wrzenie".
Od końca 1918 roku tlił się również tzw "bunt fornali" - oddolny ruch robotników rolnych w formie strajków, napadów na dwory, starć z policja i żandarmerią (zginęło kilkadziesiąt osób). Powstały w marcu 1919 r. Związek Zawodowy Robotników Rolnych pozostawał pod dominującymi wpływami komunistów. W październiku w strajku fornali wzięło udział ok. 200 tysięcy pracowników rolnych. Komuniści liczyli, że zaostrzenie protestów wytworzy w kraju sytuację rewolucyjną. Jednak dokonanie przewrotu przez działaczy PPS we władzach ZZRR oraz akcja represyjna wobec uczestników protestu i ustępstwa rządu dotyczące postulatów przez nich stawianych spowodowały pacyfikację radykalnych nastrojów. Po upadku rad robotniczych i załamaniu strajku robotników rolnych zdolność komunistów do organizowania masowych ruchów społecznych została sparaliżowana. W wewnętrznym przekazie organizacyjnym komunistów mówiono o "odpływie fali rewolucyjnej".
KPRP w konsekwencji przyjętych założeń programowych wezwała do bojkotu pierwszych wyborów do Sejmu Ustawodawczego wyznaczonych na 26 stycznia 1919. Celem było, poprzez obniżenie frekwencji wyborczej, podważenie legitymizacji niepodległego państwa polskiego na forum międzynarodowym. Bojkot zakończył się fiaskiem i wykazał marginalne wpływy KPRP w społeczeństwie polskim.
W maju 1920 roku na pierwszym zjeździe klasowych związków zawodowych, organizacji liczącej ok. 400 tys. członków, doszło do konfrontacji wizji działania związków zawodowych w niepodległej Polsce prezentowanej przez PPS i KPP. Ostatecznie za rezolucją PPS-u padło 90 głosów, przeciwko - 35 głosów, wstrzymało się 10 delegatów. Wynik ten pokazywał skalę wpływu komunistów w krajowych, lewicowych związkach zawodowych.
KPRP nie uznając legalności państwa polskiego nie dopełniła formalności rejestracji wymaganych od organizacji i partii politycznych terenie Rzeczypospolitej i od marca 1919 była w konsekwencji ugrupowaniem nielegalnym na terytorium Polski. Oprócz formalnego niezgłoszenia partii do rejestracji zgodnie z ustawą o stowarzyszeniach 1919 wynikało to także z poparcia dla Rosji sowieckiej w czasie wojny polsko-bolszewickiej i przepisów konstytucji marcowej, która zabraniała funkcjonowania w Polsce organizacji, których siedziba znajduje się za granicą.
Z inicjatywy Lenina odbył się w Moskwie między 2 a 6 marca 1919 Zjazd Założycielski III Międzynarodówki Komunistycznej zwanej Kominternem. Uchwalono „Manifest” z udziałem delegatów z 29 krajów. CKW KPRP i jej Biuro Zagraniczne reprezentował Józef Unszlicht z prawem głosowania oraz Julian Marchlewski. W marcu również zlikwidowano CKW KPRP w Rosji i nowym ośrodkiem politycznym dla polskich komunistów w Rosji stało się Biuro Polskie przy KC RKP(b) (zlikwidowano również Komisariat Polski w ramach rządu bolszewickiego). Zlikwidowano także odrębność skupiajacej polskich bolszewików Zachodniej Dywizji Strzelców zmieniając jej nazwę na 52 Dywizję Strzelców oraz z nazw jej pułków usunięto odwołania do nazw polskich miast. W lipcu 1920 odbył się w Piotrogrodzie II Zjazd Kominternu (KPRP reprezentował Karol Radek).
W latach 1919–1920 nastąpiła konsolidacja skrajnej lewicy. Do KPRP przyłączyły się większe lub mniejsze grupki działaczy lewicowych z Bundu (tzw. Kombund), lewicy Poalej-Syjonu (Saul Amsterdam, Alfred Lampe), z Ferajnigte (Zjednoczeni), Ukraińskiej Partii Socjal-Demokratycznej oraz z Białoruskiej Partii Socjalistycznej. Z PPS do KPRP przeszli: poseł-kolejarz Stanisław Łańcucki i Jerzy Czeszejko-Sochacki, były sekretarz CKW PPS. Poza tym, kilku działaczy Polskiego Stronnictwa Ludowego „Wyzwolenie”, Niezależnej Partii Chłopskiej i Radykalnego Stronnictwa Chłopskiego (Tomasz Dąbal).
Od listopada 1919 roku wychodził organ partii - "Czerwony Sztandar". Partia wydawała szereg innych pism jak np. "Gromada" (skierowany do mieszkańców wsi - ok. 9 tys. egzemplarzy), "Komunista" (ok. 6 tys. egzemplarzy), "Przełom" (ok. 6 tys. egzemplarzy), "Sztandar Socjalizmu" (ok. 2 tys. egzemplarzy), "Żołnierz - robotnik" (skierowany do wojska), "Kolejarz - komunista".
W 1919 roku partia liczyła sobie ok. 7–8 tysięcy członków i 241 funkcjonariuszy partyjnych („funków”) utrzymujących się z pieniędzy wypłacanych przez partię.

### KPRP podczas wojny polsko-bolszewickiej
Komuniści w pełni utożsamiali się z przewrotem bolszewickim (rewolucją październikową) w Rosji widząc w nim początek "nowego świata". Nie zaprzeczali reprezentacji interesów bolszewików, czynnie działając w ramach partii bolszewickiej, czy organów państwa sowieckiego.

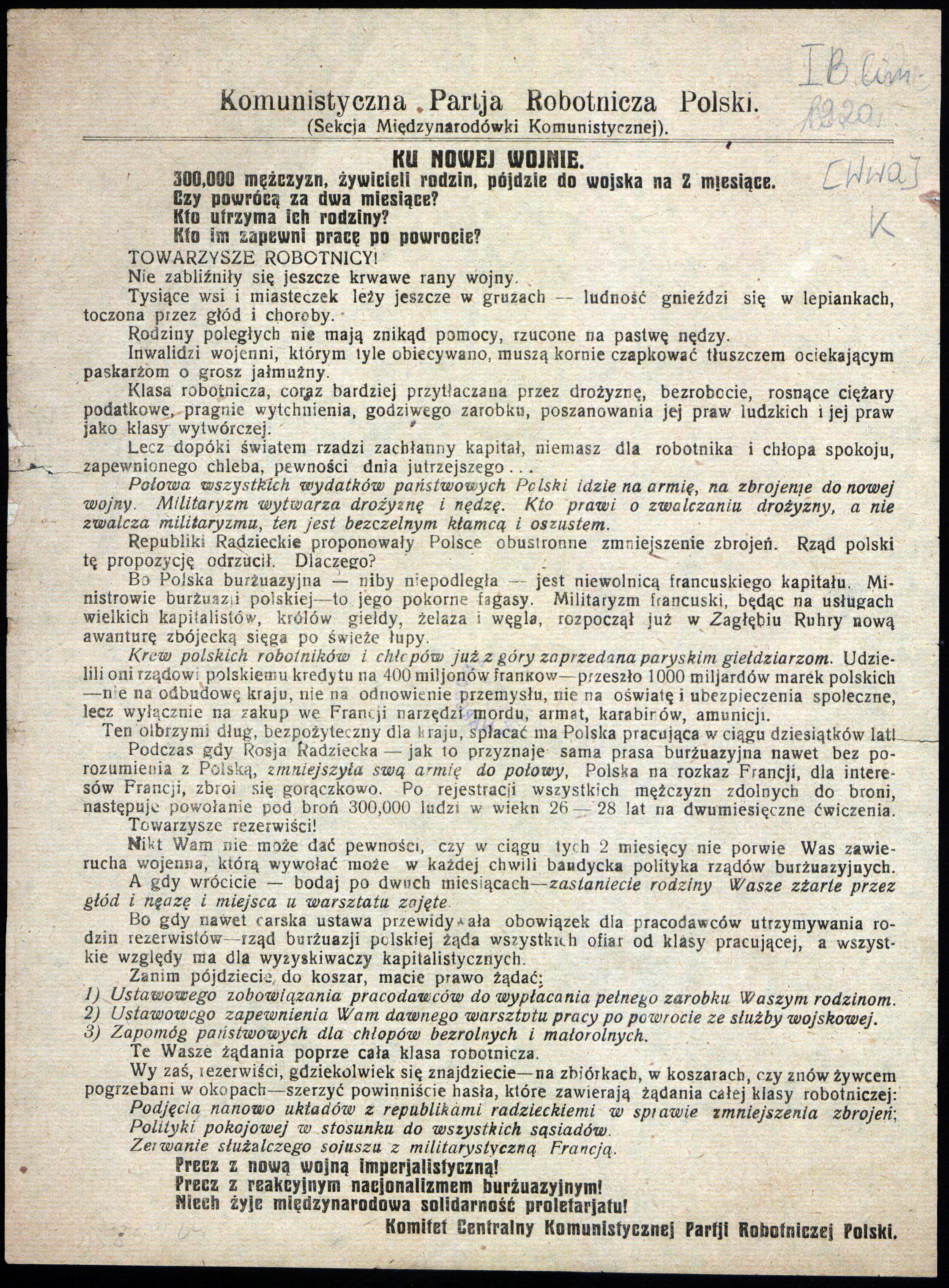
Ulotka KPRP, początek 1920

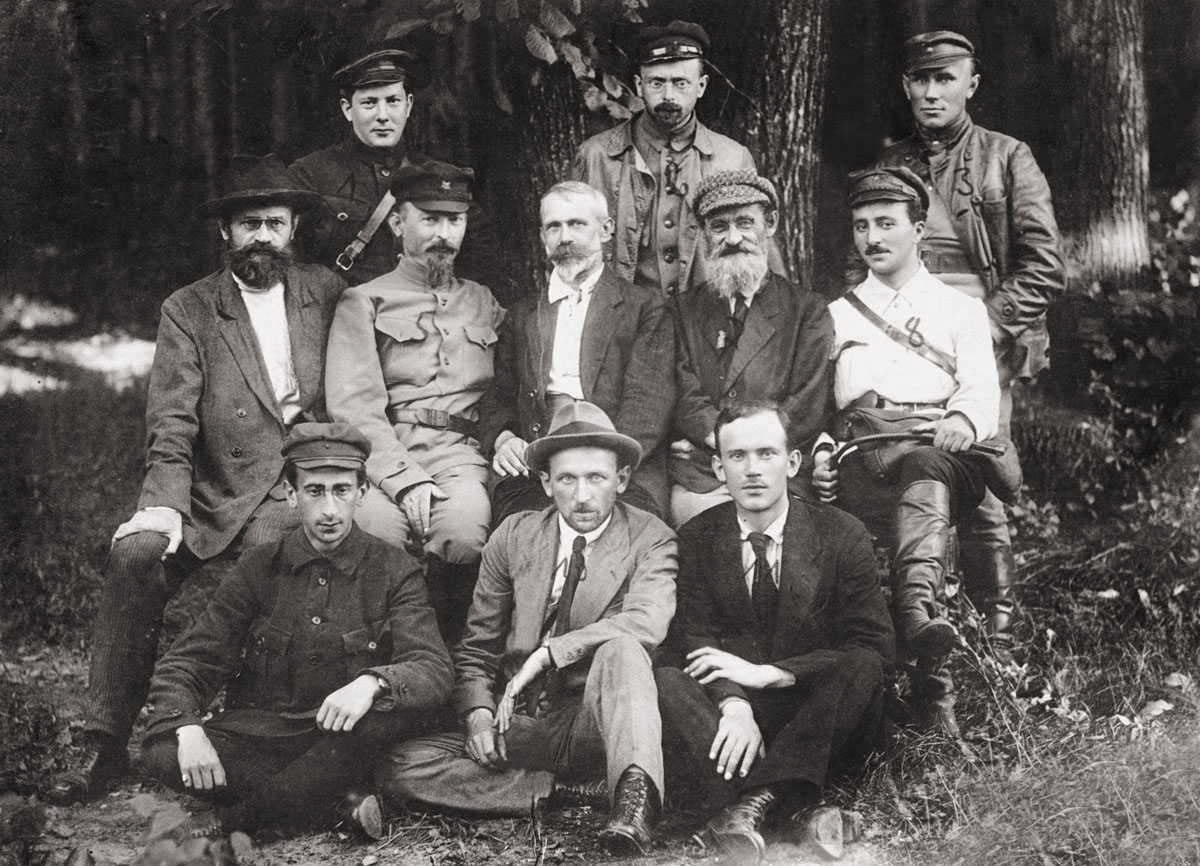
Polrewkom, początek sierpnia 1920. W środku: Feliks Dzierżyński, Julian Marchlewski, Feliks Kon

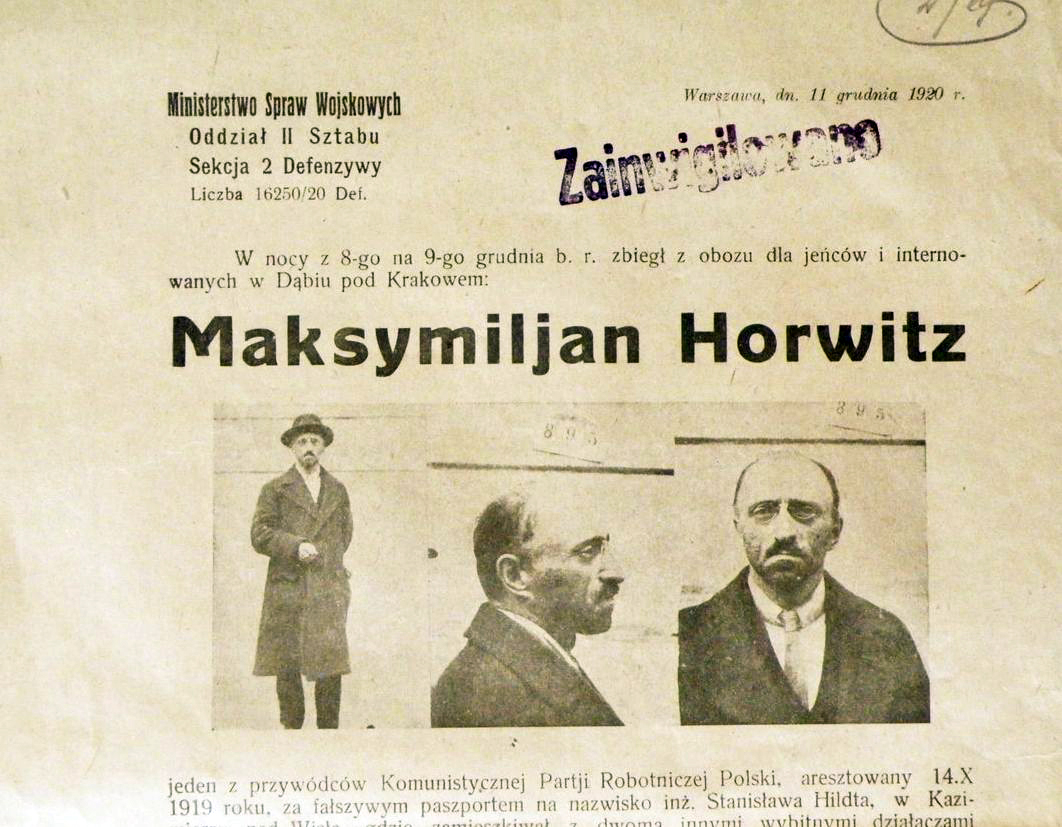
List gończy za Maksymilianem Horwitzem 1920

W maju 1919 r. zostało powołane tzw. „Biuro Polskie” (Polbiuro), kierowane przez Dzierżyńskiego. Było ono afiliowane przy Komitecie Centralnym RKP(b). Ostrzegało ono, że wejście Armii Czerwonej na ziemie etnicznie polskie "wywoła tam nową burzę nacjonalizmu, ogarniając nie tylko burżuazję, lecz również znaczną część klasy robotniczej, zatruwając ją ideą "obrony ojczyzny" przed Moskalami. Nie mawątpliwości, że komunizm w Polsce poniósłby olbrzymiąszkodę na wiele lat".
W lipcu 1919 r. w Mińsku odbyło się zebranie CKW grup KPRP. Potwierdziło ono różnice w środowisku komunistów polskich w Rosji bolszewickiej w stosunku do planu przeniesienia rewolucji do Polski "na bagnetach Armii Czerwonej". Z jednej strony CKW wyraziła sprzeciw wobec prowadzenia przez Juliana Marchlewskiego z polecenia Lenina rokowań pokojowych z wysłannikami Naczelnika Państwa Józefa Piłsudskiego, z drugiej sam Marchlewski opowiedział się przeciwko niesieniu rewolucji do Polski na bagnetach Armii Czerwonej „Siłą orężną nie można wprowadzić ustroju komunistycznego wbrew dążeniom ludności. (…) Wkroczenie Armii Czerwonej do Polski będzie zgubą dla komunizmu w Polsce”. Przeciwni tym tezom byli przede wszystkim Leński – Leszczyński, Unszlicht, Stanisław Bobiński i Kazimierz Cichowski. Podsumowując dyskusję w liście do żony Marchlewski stwierdzał „Rrradykalizm, rrrewolucyjność tych łbów zakutych może nam jeszcze dużo narobić biedy”.
21 kwietnia Biuro polskie przekazało KC RKP(b) opinię przybyłych z Polski Budzyńskiego, Próchniaka i Borskiego ostrzegającą przed "niebezpieczną pasją ofensywnego podniecenia wojennego" i oceniającą, że wejście Armii Czerwonej do Polski wywoła "burzę nacjonalizmu" co będzie ciosem dla poparcia idei komunistycznej również wśród robotników.
3 maja 1920 r. odbyła się ogólnokrajowa konferencja KPRP. Stwierdzono, że partia jest znacznie osłabiona organizacyjnie ze względu na aresztowania i pobór do wojska. W ścisłym kierownictwie partii znaleźli się "Grzech" Kowalski, Ferszt, Stein - Krajewski i Rybacki.
Przed decyzją o wkroczeniu Armii Czerwonej na terytorium etnicznie polskie nie istniał kontakt między polskimi działaczami komunistycznymi w Rosji i KPRP w kraju.
W lipcu 1920, kiedy Biuro Polityczne KC RKP(b) podjęło decyzję o przekroczeniu przez Armię Czerwoną w trakcie ofensywy przeciw Wojsku Polskiemu tzw. linii Curzona i wkroczeniu wojsk sowieckich do Polski, kierownictwo partii bolszewickiej z Leninem na czele, oczekiwało spontanicznego wybuchu rewolucji robotniczej i powstania chłopskiego w Polsce w momencie wkroczenia Armii Czerwonej. W tej sytuacji 23 lipca 1920 Biuro Polskie podjęło decyzję (za aprobatą władz sowieckich i Kominternu) o utworzeniu Tymczasowego Komitetu Rewolucyjnego Polski (Polrewkomu) do którego weszli: Julian Marchlewski (przewodniczący), Feliks Dzierżyński, Edward Próchniak, Józef Unszlicht, Feliks Kon, Bernard Zaks, Stanisław Bobiński i Tadeusz Radwański oraz przedstawiciel RFSRR przy Komitecie, komisarz Iwan Skworcow-Stiepanow. Komitet ten miał stanowić naczelną władzę komunistyczną w Polsce. Siedzibą Polrewkomu był pociąg pancerny zaopatrzony w drukarnię polową. Skład pociągu wraz z Komitetem wyruszył 24 lipca ze Smoleńska i posuwał się w ślad za nacierającymi oddziałami Armii Czerwonej, osiągając 25 lipca – Mińsk, 27 lipca – Wilno i 30 lipca – Białystok, już na etnicznych ziemiach polskich, gdzie został publicznie ogłoszony akt utworzenia Polrewkomu. 30 lipca w Wilnie została wydana odezwa, ogłoszona w wydawanym przez Feliksa Kona Gońcu Czerwonym (oficjalnym organie Polrewkomu), zapowiadająca utworzenie Polskiej Socjalistycznej Republiki Rad, nacjonalizację ziemi i rozdział państwa od Kościoła,
Utworzenie Tymczasowego Komitetu Rewolucyjnego Polski przez polskich komunistów przebywających w Rosji zostało przyjęte z niezadowoleniem przez działaczy KPRP w kraju, która uważała, że rząd rewolucyjny powinien zostać powołany po zdobyciu Warszawy przez Armię Czerwoną spośród krajowych komunistów.
Na zapleczu wojsk polskich walczących z bolszewikami KPRP prowadziła antypaństwową propagandę, usiłując szerzyć defetyzm, organizować komunistyczne „rady żołnierskie” w wojsku itd. Nielegalna prasa komunistyczna i wydawane odezwy, ulotki itp. nieodmiennie prowadziły antypolską kampanię. Wydano niewiele tekstów proweniencji KPRP z 1920 r. Dla przykładu można podać fragment odezwy fikcyjnej „Warszawskiej Rady Delegatów Żołnierskich”, z lipca 1920 r. pt. Żołnierze w odpowiedzi Piłsudskiemu. Na wstępie autor odezwy tak przedstawia sytuację Armii Polskiej:

Pod potężnymi ciosami Czerwonej Armii robotników i chłopów Sowieckiej Rosji i Sowieckiej Ukrainy i przy wydatnej pomocy robotników Europy zachodniej zachwiała się i rozpadła na kawałki kontrrewolucyjna armia polska, którą pędziłeś (, tj. Piłsudski) w głąb Rosji i Ukrainy Sowieckiej dla obrony majątków szlacheckich, dla celów grabieżczych i zaborczych. (...) Tyś tworzył sojusz bogaczy przeciw ludowi – i przegrałeś. My tworzymy sojusz braterski robotników i chłopów Polski, Ukrainy, Rosji i całego świata przeciwko kapitalistom – i zwyciężymy! Niech żyje Czerwona Armia Sowieckiej Rosji i Ukrainy! Polska Czerwona Armia niech co rychlej powstanie i niech żyje! Sojusz i braterstwo robotników, chłopów i żołnierzy Polski, Rosji i Ukrainy niech żyje! Niech żyje Polska Republika Rad!

W odezwie podpisanej przez Komitet Centralny Komunistycznej Partii Robotniczej Polski z 1920 pt. Do proletariuszy wszystkich krajów!, znajdował się apel: 

Robotnicy Europy i Ameryki! Odbierzcie rządowi polskiemu poparcie wojenne zagranicy! Niech rząd kapitału polskiego znajdzie się sam wobec proletariatu rosyjskiego i polskiego, sam wobec Armii Czerwonej na froncie, sam wobec ruchu rewolucyjnego kraju.

Działalność Polrewkomu była bardzo krótka (trzy tygodnie). Wydano kilka dekretów, opublikowanych w Gońcu Czerwonym. 17 sierpnia opublikowano, wydany dwa dni wcześniej rozkaz podpisany przez dowódcę frontu Michaiła Tuchaczewskiego i głównodowodzącego Armią Czerwoną Siergieja Kamieniewa o formowaniu 2 Białostockiego Strzeleckiego Pułku Piechoty Polskiej Armii Czerwonej. Zgłosiło się zaledwie 70 osób, a liczebność całej Polskiej Armii Czerwonej wyniosła 176 ochotników. Ponadto usiłowano przeprowadzać nacjonalizację przemysłu i konfiskowano większe majątki ziemskie, których nie parcelowano między chłopów, ze względu na potrzeby zaopatrzeniowe wojsk bolszewickich (żywność i pasza dla koni). W późniejszej ocenie był to poważny błąd polityczny, do którego przyznał się przewodniczący Kominternu Grigorij Zinowjew, w swojej mowie na II Zjeździe KPRP: Kłopotaliśmy się o to, aby wielkie majątki nie zostały rozgrabione, nie rozumiejąc, że zadanie chwili polegało na tym, aby rozpalić nienawiść klasową, wojnę chłopską przeciw obszarnikom.
Zwycięstwo Wojska Polskiego w Bitwie Warszawskiej, a następnie bitwie niemeńskiej i rozbicie zgrupowania uderzeniowego Armii Czerwonej zniweczyło projekt przejęcia władzy w Polsce przez KPRP w oparciu o zbrojną interwencję Rosji Radzieckiej.

## KPRP i KPP w latach 1921-1926

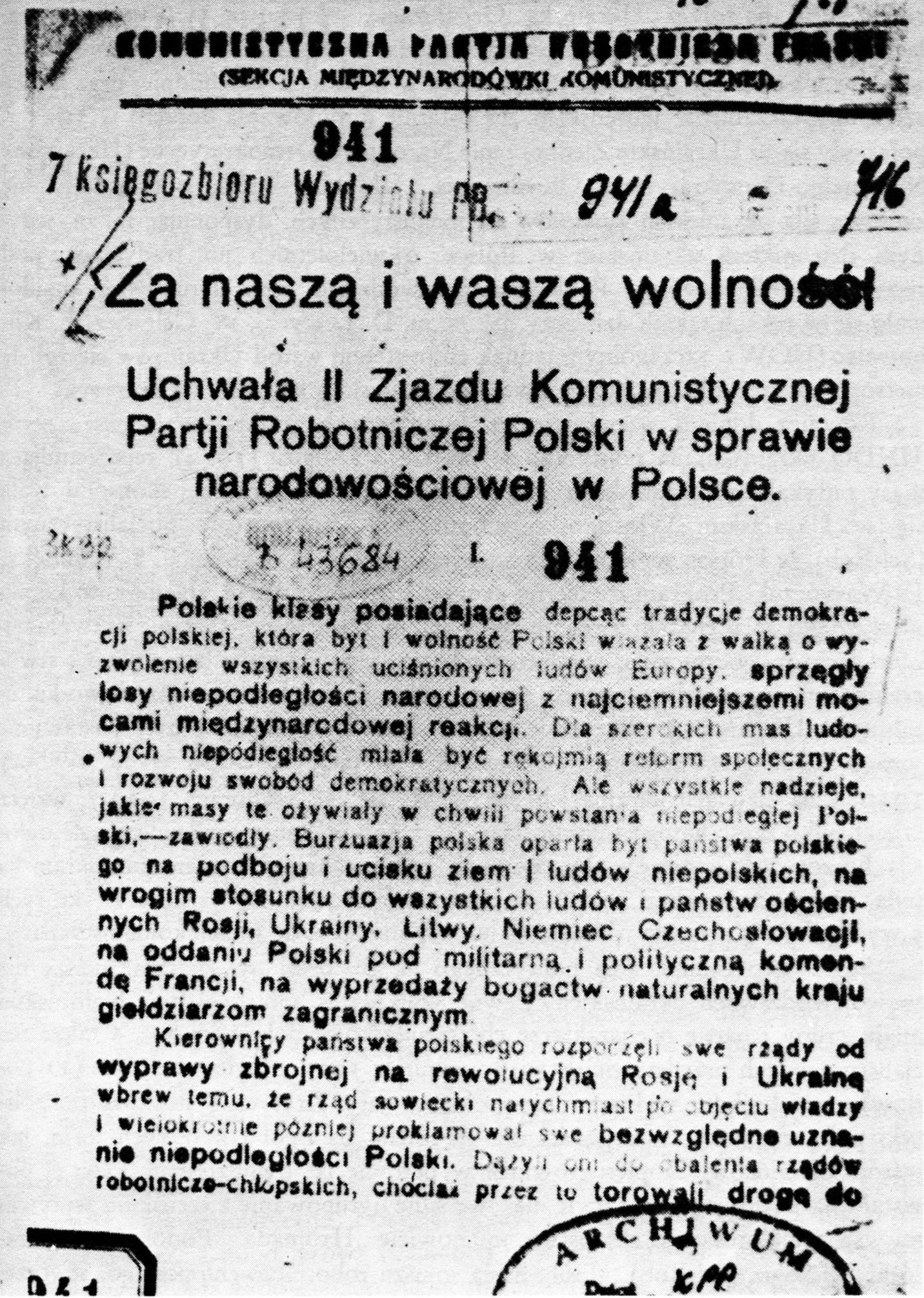
Uchwała podjęta na II zjeździe KPRP (1923)

Dopiero w październiku 1920 roku został nawiązany kontakt między Biurem Polskim w Moskwie a Biurem KPRP w Berlinie kierowanym przez Adolfa Warskiego. Biuro Polskie wezwało KPRP do wyznaczenia swojego przedstawiciela w Międzynarodówce. Na tle zakresu działania Biura Polskiego w kraju doszło do konfliktu. KPRP wskazywało, że Biuro Polskie powinno działać wśród Polaków - bolszewików znajdujących się w Rosji natomiast działalność w kraju powinna być wyłączną domeną KPRP. Po powstaniu Przedstawicielstwa KPRP przy Międzynarodówce kontakty między Moskwą a krajem zostały przejęte przez KPRP.
W lutym 1921 KPRP przystąpiła do Kominternu i od tej pory była przez niego finansowana oraz zobowiązana do wypełniania jego dyrektyw.
Wizja rychłej realizacji utopii wszechświatowego komunizmu spowodowała w latach 20. przyjęcie następujących założeń programowych KPRP:
- walka z ustrojem kapitalistycznym i jego obalenie, nacjonalizacja przemysłu i ziemi uprawnej;
- wprowadzenie dyktatury proletariatu na wzór Rosji Sowieckiej i budowa komunizmu;
- internacjonalizm;
- zrzeczenie się Górnego Śląska i Pomorza Nadwiślańskiego na rzecz Niemiec[53], które miały w wyniku rewolucji listopadowej (1918) przekształcić się w republikę sowiecką;
- zrzeczenie się terenów etnicznie mieszanych byłej Rzeczypospolitej Obojga Narodów na wschód od tak zwanej linii Curzona na rzecz Rosji Radzieckiej i podporządkowanych jej satelickich BSRR i USRR[53], ewentualnie efemerycznych tworów powołanych przez bolszewików (Litewsko-Białoruska Socjalistyczna Republika Rad);
- utworzenie Polskiej Republiki Rad w granicach Kongresówki i Galicji Zachodniej w ramach europejskiego związku republik sowieckich.

Poparcie dla przyszłej rewolucji w Niemczech sprowadzało się do umacniania roli komunistów niemieckich na arenie politycznej Niemiec. Z tego powodu KPRP, na początku lat 20., potępiła postanowienia traktatu wersalskiego, który przyznał Polsce niepodległość, dostęp do morza przez przyznanie Pomorza Gdańskiego, zaakceptował przyłączenie Wielkopolski i części Górnego Śląska, oderwał od Niemiec i utworzył Wolne Miasto Gdańsk.
W marcu 1922 roku powstał Związek Młodzieży Komunistycznej w Polsce (w 1930 przemianowany na Komunistyczny Związek Młodzieży Polski - KZMP). Od 1925 roku istniała organizacja dziecięca "Pionier" działająca pod kierownictwem młodzieżówki komunistycznej.
Od 1923 do KPP wchodziły takie organizacje jak: Komunistyczna Partia Górnego Śląska, Komunistyczna Partia Zachodniej Ukrainy i Komunistyczna Partia Zachodniej Białorusi, które zgodnie z zasadą, że w jednym państwie może istnieć tylko jedna partia komunistyczna będąca sekcją Kominternu, były traktowane jako autonomiczne obwody KPP. Partia koordynowała i nadzorowała także działalność takich organizacji jak Pionier, Komunistyczny Związek Młodzieży Polski, czy sekcję Międzynarodowej Organizacji Pomocy Rewolucjonistom (MOPR) (tzw. Czerwoną Pomoc), formalnie obejmującą trzy organizacje – osobną dla terytorium RP na zachód od tzw. Linii Curzona, osobną dla terytorium RP na wschód od tej linii (określanego jako tereny „Zachodniej Ukrainy” i „Zachodniej Białorusi”). W latach 1921–1922 do Komunistycznej Partii Robotniczej Polski przeszedł duży odłam Bundu tzw. Kombund, na czele z Pinkusem (Pawłem) Mincem ps. „Aleksander”, następnie część Poalej Syjonu-Lewicy z Saulem Amsterdamem (Gustawem Henrykowskim) i Alfredem Lampe, a także mała partia Ferajnigte. Po przyłączeniu się Kombundu w szeregi KPP powstało Centralne Biuro Żydowskie grupujące żydowskich członków KPP (nie wszyscy członkowie partii pochodzenia żydowskiego należeli do CBŻ).
W lutym 1921 roku w Warszawie w konspiracji odbyła się II Konferencja KPRP. Podczas jej trwania doszło do sporu zwolenników udziału komunistów w wyborach do Sejmu (możliwość propagowania publicznego idei komunistycznych) na czele z Adolfem Warskim a przeciwnikami tegoż udziału (uwiarygadniają fikcję parlamentaryzmu burżuazyjnego) których wyrazicielem był Władysławem "Grzechem" Kowalskim. Ostatecznie partia zdecydowała o uczestnictwie w wyborach (18 delegatów za , 11 przeciw).
Na III Konferencji KPRP w kwietniu 1922 roku jednym z głównych przedmiotów sporu była kwestia wprowadzenia do programu partii postulatu podziału ziemi obszarniczej i rozdania jej chłopom mało i średniorolnym. Zwolennikiem takiego rozwiazania była Maria "Wera" - Kostrzewa; do głównych przeciwników zaliczał sie Julian Bruni "Grzech" Kowalski (wręcz zarzucał, że w ZSRR po wprowadzeniu NEP-u rządzą chłopi a nie klasa robotnicza).
Problemem spornym w partii było w tym czasie również uczestnictwo w zbliżających sie wyborach parlamentarnych. Zwolennikami uczestnictaw w nich byli głównie Warski, Koszucka, Truskier (w rezultacie przygotowywali program wyborczy partii). Głównym przeciwnikiem uczestnictwa była frakcja "Grzecha" Kowalskiego uznająca, że w państwie burżuazyjnym wybory to fikcja, a wystąpienie w nich grozi dekonspiracją czołowych działaczy partii. Ostatecznie partia, zgodnie również z polityką Kominternu w tym czasie,  przystąpiła do wyborów tworząc legalną platformę wyborczą -  Związek Proletariatu Miast i Wsi (ZPMiW). Listy zarejestrował Związek w 41 na 51 okręgów wyborczych. W pozostałych zostało mu to uniemożliwione przez władze. Podczas kampanii wyborczej policja rozbijała wiece wyborcze komunistów, rekwirowała materiały propagandowe, aresztowała kandydatów i członków komitetów wyborczych. W tych okolicznościach listy komunistów zdobyły 121 tys. głosów (1,5% - 2 mandaty poselskie w Warszawie i Będzinie), podczas gdy legalnie działająca PPS - ok. 906 tys. głosów. Po wyborach ZPMiW przekształciła się organizację będącą legalną reprezentacją KPRP jednak władze postanowiły zareagować represjami (do więzienia trafiło ok. 400 działaczy) co sparaliżowało jej działalność.
Partia komunistyczna w Polsce rozdarta była walkami frakcyjnymi. W wyniku tych tarć powstały dwie frakcje: mniejszościowa i większościowa. „Większościowcy” skupieni byli wokół Adolfa Warskiego, Marii Koszutskiej i Maksymiliana Horwitza a „mniejszościowcy” wokół Juliana Leszczyńskiego-Leńskiego i Leona Steina – Domskiego. „Większościowcy” próbowali dostosować strategię partii komunistycznej do polskich realiów, szukając porozumienia z chłopstwem i niekomunistyczną lewicą oraz akceptując niepodległość państwa polskiego. „Mniejszościowcy” odrzucali wszelkie kompromisy, głosząc ścisłe podporządkowanie się dyrektywom Kominternu. Geneza konfliktu wiązała się z tym, że od początku działalności komunistów istniała w partii grupa, która nie zaakceptowała połączenia SDKPiL oraz PPS – Lewica. Grupa ta korzystała ze wsparcia polskich komunistów w ZSRR (Dzierżyńskiego, Marchlewskiego, Unszlichta). W 1922 roku grupa „mniejszościowców” wystąpiła z atakiem na władze KPRP. Międzynarodówka nie poparła wtedy opozycji partyjnej.
Do starcia między tymi grupami doszło m.in. podczas II Zjazdu KPRP w Bolszewie pod Moskwą. Warski wygłosił przemówienie podsumowujące działalność partii pt. "5 lat KPRP" w którym zarzucił partii m.in. początkowy brak stanowiska partii wobec odzyskania przez kraj niepodległości, koncentrowanie się wyłacznie na propagandzie, czekanie aż rewolucja przyjdzie z zewnątrz, a "mniejszości" hurarewoucjonizm bez podstaw w obecnych nastrojach klasy robotniczej w Polsce. Uznawał, że rewolucja w Polsce to problem przyszłości a nie teraźniejszości i dlatego trzeba wypracować cele pośrednie. Głównym oponentem był Stein - Domski zazucając taktyce jednolitofrontowej promowanej przez "wiekszość" mienszewizm, "mieszanie klasie robotniczej w głowie" i rozmywanie nastrojów rewolucyjnych. Również Julian Leński - Leszczyński uznał przemówienie Warskiego za "karykaturę a nie krytykę". Spór dotyczył również kwestii chłopskiej, której główną referentką był Wera - Kostrzewa. Stwierdziła ona, że nie ma możliwości realnego zagospodarowania ziemi obszarniczej przez robotników po rewolucji. Uznała, że najważniejszym zadaniem w ówczesnej sytuacji w Polsce było nastawienie mas chłopskich przeciw obszarnikom i dlatego władze rewolucyjne nie wywłaszczczą bogatych chłopów.  „Rewolucja nie uszczęśliwi wszystkich od razu, pozostanie na wsi część, która ziemi nie otrzyma; nie zlikwiduje się od razu warstwy bezrolnych” - mówiła. Stanowisko przeciwne zajął Stefan Haltman – członek Biura Polskiego przy KC RKP(b). Ostatecznie we wszystkich kwestiach wygrali na Zjeździe zwolennicy "większości".
Po śmierci Lenina układ sił w Kominternie zmienił się na niekorzyść grupy „większościowców”. Krytyka rosyjskich komunistów dokonana przez KC KPRP w liście do RKP(b) z grudnia 1923 roku dotycząca współodpowiedzialności tej ostatniej za fiasko prób wywołania rewolucji w Niemczech oraz negatywna opinia KPRP odnośnie do metod walki Stalina z opozycją wewnątrz RKP(b) stała się pretekstem do ataku jego polskich zwolenników na władze KPRP. W marcu 1924 roku grupa „mniejszościowców na czele z Julianem Leńskim – Leszczyńskim ponowiła atak na władze partyjne zdominowane przez „większościowców” publikując w prasie niemieckiej memoriał „O kryzysie KPRP i najbliższych zadaniach partii” zarzucając kierownictwu przecenianie legalnych form walki oraz krytykując dążenia do współpracy z socjalistami. Na przełomie czerwca i lipca 1924 roku obradował V Kongres Kominternu, który zalecił partiom komunistycznym przeprowadzenie procesu ich „bolszewizacji”, czyli upodobnienia się do rosyjskiej partii komunistycznej. Jednocześnie odrzucono możliwość współpracy z socjalistami wprowadzając pojęcie „socjalfaszyzmu”.

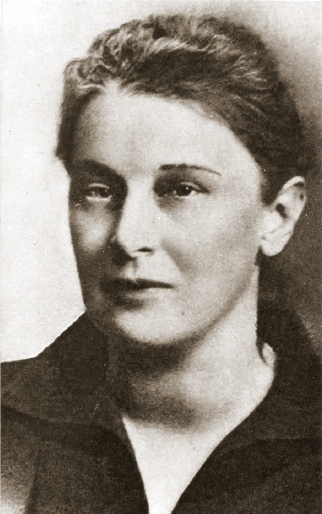
Maria Koszutska-Wera Kostrzewa

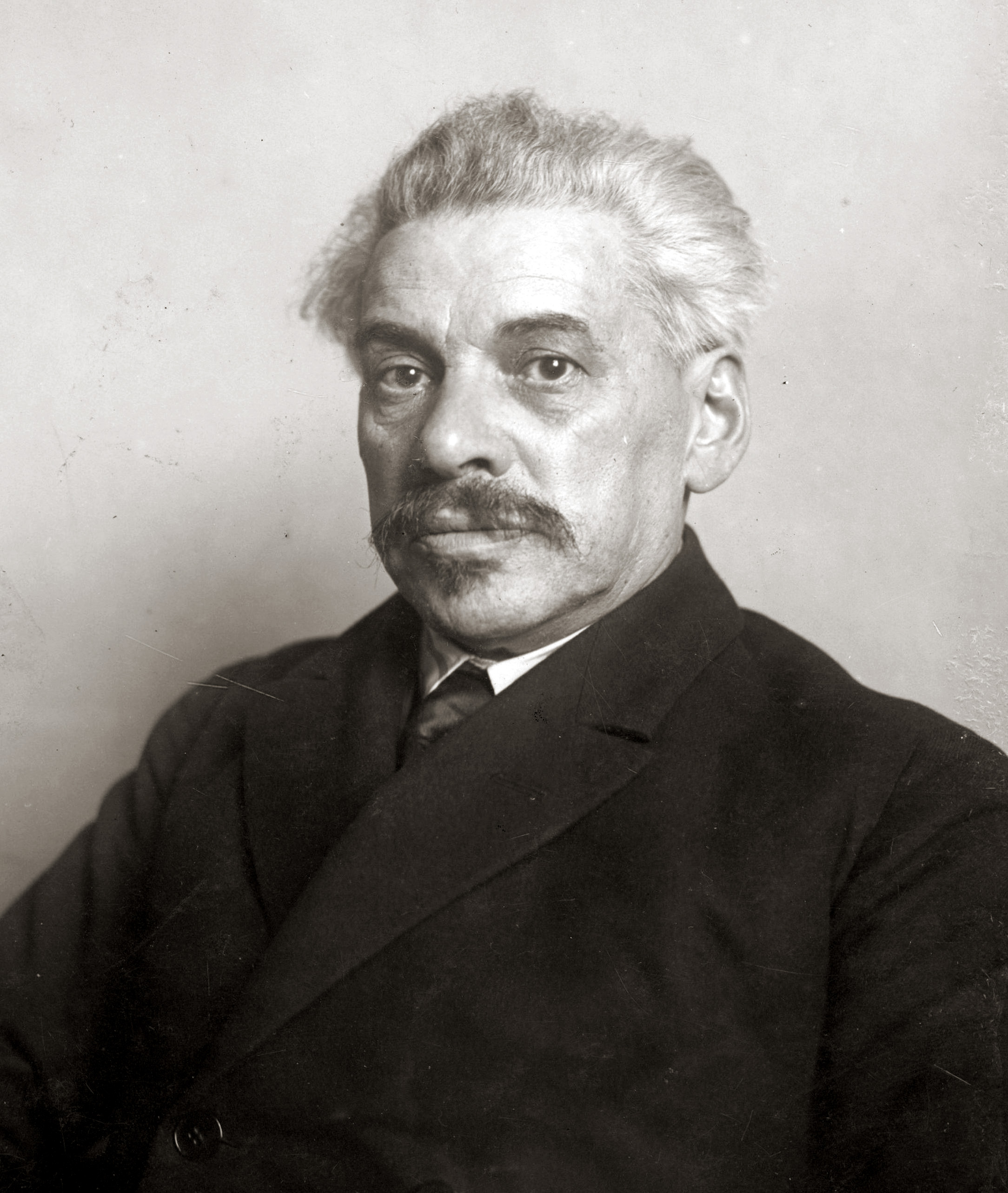
Adolf Warszawski-Warski

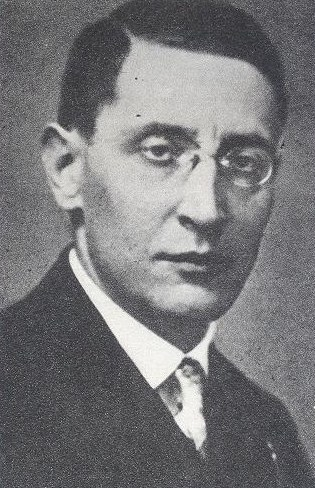
Julian Leszczyński-„Leński”

Na V Kongresie Kominternu w 1924 roku specjalnie powołana Komisja Polska Kominternu mająca na celu rozstrzygnięcie sporu „mniejszościowców” i „większościowców” kierowana przez Stalina oskarżyła kierownictwo KPRP o konfliktowanie się z RKP(b), wspieranie w niej opozycji trockistowskiej i wrogie stanowisko wobec władzy radzieckiej. W imieniu KPRP odpowiedziała Stalinowi Maria Koszutska – „Wera Kostrzewa” stwierdzając:.

Zarzuty tow. Stalina o popieranie przez nas oportunistycznych tendencji w partiach rosyjskiej i niemieckiej są całkowicie bezpodstawne. W naszej komunistycznej międzynarodówce kości połamane zrastają się. Obawiam się natomiast czego innego: właśnie z powodu waszego specjalnego przywileju niebezpieczni dla was nie są tacy ludzie, którym można, jak nam, łamać kości, ale tacy, którzy w ogóle kości nie mają.

Obrady Komisji Polskiej podczas V Kongresu Kominternu skończyły się ustaleniem przez polskich delegatów nowego kierownictwa o charakterze tymczasowym (tzw. Prowizorium KC KPRP). W tydzień później KW Kominternu odwołał z władz KPRP m.in. Koszucką i Warskiego (co było decyzją bezprecedensową) jednocześnie zakazując im powrotu do Polski. Dominującą rolę w nowych władzach zaczął odgrywać Julian Leński – Leszczyński jako członek Sekretariatu, a od III Zjazdu partii w styczniu – lutym 1925 jako członek Biura Politycznego (wtedy też członkiem BP został Leon Stein – Domski).
Do III zjazdu w 1925 partia komunistyczna w II Rzeczypospolitej nosiła nazwę Komunistyczna Partia Robotnicza Polski, później – Komunistyczna Partia Polski. Nowa nazwa symbolizować miała otwarcie się partii na nowe środowiska.
W 1926 KPP poparła przewrót majowy marszałka Józefa Piłsudskiego (na zasadzie: popieramy, mimo że „cele nasze idą dalej niż piłsudczyków”) – w nadziei, że będzie on polskim odpowiednikiem Aleksandra Kiereńskiego – jego rząd miał doprowadzić do wojny domowej i przejęcia władzy przez komunistów. Poparcie Piłsudskiego przez komunistów wynikało głównie z tego, iż chciał się on rozprawić z wrogą im prawicą i Chjeno-Piastem. Piłsudski po przejęciu władzy kontynuował tymczasem represje wobec KPP. Nierealistyczna ocena ówczesnej sytuacji politycznej w Polsce została określona następnie jako tzw. „błąd majowy” i była jednym z głównych zarzutów wysuwanych wobec frakcji „większościowców”, kierującej wówczas KPP. Poparcie przewrotu zostało również potępione przez środowisko komunistyczne za granicą. Stalin oskarżył w sierpniu 1927 roku kierownictwo KPP o związki z ówczesnym przeciwnikiem Stalina w WKP(b), przewodniczącym Kominternu Grigorijem Zinowjewem, który jakoby miał być inspiratorem „błędu majowego” KPP.
W czerwcu 1926 r. z inicjatywy KPP powstał Centralny Międzypartyjny Sekretariat do Walki o Amnestię dla Więźniów Politycznych. W skład sekretariatu weszli przedstawiciele Komunistycznej Frakcji Poselskiej, Hromady, NPCh, PPS Lewicy, NSPP, Poale Syjon Lewicy, Stowarzyszenia Wolnomyślicieli Polskich i lewicowych stronnictw ukraińskich (Narodna Wola i Salanśkyj Sojuz), a po ich zjednoczeniu Sel-Rob. Na czele Sekretariatu stał poseł NPCh Stanisław Ballin.

## KPP w latach 1926-1938
W 1928 III Międzynarodówka uchwaliła program (narzucony partiom członkowskim) zakładający obalenie siłą ustroju burżuazyjno-kapitalistycznego, zdobycie władzy na drodze rewolucji i zaprowadzenie światowej dyktatury proletariatu, jednocześnie walkę partii komunistycznych z partiami socjalistycznymi i socjaldemokratycznymi, traktowanymi jako główny przeciwnik (doktryna socjalfaszyzmu). Będące efektem tej uchwały czystki partyjne spowodowały objęcie władzy w KPP przez „mniejszościowców” – grupę osób bezapelacyjnie podporządkowanych Stalinowi z Julianem Leszczyńskim-Leńskim jako sekretarzem generalnym KPP na czele. Od tego momentu KPP wraz ze związanymi z nią partiami, organizacjami i legalnymi przybudówkami była całkowicie podporządkowana Moskwie.
Dużym poparciem miejscowej ludności, w szczególności białoruskiej, cieszyła się na północno-wschodnich kresach II RP Komunistyczna Partia Zachodniej Białorusi. W Polsce międzywojennej odbyło się wiele procesów politycznych w których oskarżonymi byli członkowie tej partii. Do tych, które znalazły największy oddźwięk społeczny należał tzw. „proces 133” przeprowadzony w 1928 roku. KPZB próbowała brać udział w wyborach samorządowych, ale jej listy były unieważniane przez władze, a aktywni działacze aresztowani.
KPP przez cały okres swojej działalności prowadziła z mniejszym lub większym natężeniem działania propagandowe, szpiegowskie i sabotażowo-dywersyjne, skierowane przeciwko państwu polskiemu. Działalnością szpiegowską i dywersyjną zajmowała się przede wszystkim tzw. Sekcja Wojskowa KPP.
KPP została poddana represjom którego najbardziej znanym wydarzeniem był proces świętojurski. W procesie oskarżono 39 działaczy komunistycznych, a ostatecznie skazano 10, w tym posła Stefana Królikowskiego. Od połowy lat trzydziestych zaostrzono politykę represji karnych wobec komunistów. Wyroki więzienia zaczęły być znacznie surowsze niż w latach poprzednich.
W latach 1918–1926 w II RP pod zarzutem działalności komunistycznej zatrzymano 23 tys. ludzi. W latach 1927–1932, według danych MSW, liczba ta wyniosła już ponad 52 tys. a połowę z nich zatrzymano w areszcie. W tych samych danych w latach 1934–1939 liczba zatrzymań nie przekraczała 28 tysięcy ludzi.
Po roku 1934 członkowie KPP stanowili prawie połowę z osadzonych w utworzonym wówczas obozie w Berezie Kartuskiej (ok. 1400–1500 więźniów na łączną liczbę ponad 3000).
W 1931 roku z inicjatywy partii utworzona została klasowa centrala związkowa Lewica Związkowa.
W latach 1932–1935 w łonie KPP działał trockistowski Związek Komunistów Internacjonalistów Polskich. W lipcu 1933 r. od Komunistycznej Partii Polski oderwała się Opozycja Robotnicza KPP o tendencjach narodowo-komunistycznych. Po 1935, w ramach polityki frontów ludowych, ogłoszonej na VII kongresie Kominternu, KPP współpracowała z Ligą Obrony Praw Człowieka i Obywatela.

### Rozwiązanie partii
Od połowy lat dwudziestych KPP była w coraz większym stopniu infiltrowana przez polskie służby specjalne.
Represje organów bezpieczeństwa ZSRR wobec komunistów polskich rozpoczęły się już w latach 20., natomiast niszczenie KPP było procesem i trwało od 1931 roku do 1938. W 1931 roku OGPU aresztowało (i później rozstrzelało) byłego posła KPP Sylwestra Wojewódzkiego, a w 1933 innego byłego posła Jerzego Czeszejkę-Sochackiego (popełnił samobójstwo na Łubiance).
W czasie wielkiej czystki, do 11 września 1937 wszyscy członkowie Biura Politycznego KC KPP przebywający w ZSRR zostali aresztowani przez NKWD. Sekretariat Krajowy KPP nie otrzymał z Moskwy żadnych informacji na ten temat. Jesienią 1937 roku Komintern wstrzymał subsydiowanie KPP. Projekt uchwały Komitetu Wykonawczego Kominternu o rozwiązaniu KPP przekazał Stalinowi Georgi Dimitrow 28 listopada 1937. Stalin zaakceptował go w cztery dni później. 16 sierpnia 1938 podpisy pod dokumentem, którego tytuł zmieniono na Uchwała Prezydium Komitetu Wykonawczego Międzynarodówki Komunistycznej złożyło 6 członków Sekretariatu KW MK: Georgi Dimitrow, Dmytro Manuilski, Michaił Trilisser, Otto Kuusinen, Wilhelm Florin i Ercoli (Palmiro Togliatti). W styczniu 1938 roku w organie Kominternu „Kommunisticzieskij Internacjonał” opublikowano artykuł zawierający tezę, że KPP od początku była infiltrowana przez „agenturę piłsudczykowsko–peowiacką”. Artykuł ten został przedrukowany w ostatnim numerze organu prasowego KC KPP, który ukazał się w maju 1938 roku. Ostatnie oświadczenie KPP wydała 8 czerwca 1938.
Rzeczywistą przyczyną rozwiązania KPP i wymordowania jej kierownictwa było ścisłe powiązanie osobiste (SDKPiL była autonomiczną organizacją SDPRR, jej działacze brali udział w zjazdach tego ugrupowania i rozgrywkach frakcyjnych rosyjskiej partii socjaldemokratycznej) i socjologiczne jej działaczy z tzw. „starymi bolszewikami” – politykami i działaczami partii bolszewików, których Stalin postanowił fizycznie zlikwidować po XVII Zjeździe WKP(b). Niemal wszystkich działaczy KPP uwięziono, zesłano do łagrów lub rozstrzelano z rozkazu Stalina. Przeżyli jedynie znajdujący się w polskich więzieniach. Wyjątkiem były osoby prowadzące bezpośrednią działalność szpiegowską lub należące do sowieckiej siatki szpiegowskiej w Polsce, czy aparatu NKWD. Przeżyli też nieliczni przebywający w ZSRR weterani (Feliks Kon, Zofia Dzierżyńska – wdowa po Feliksie Dzierżyńskim) i przebywający na Zachodzie żołnierze brygad międzynarodowych walczących w wojnie domowej w Hiszpanii. W styczniu 1936 r. KPP liczyła 17 302 członków, w tym 3817 przebywało w ZSRR. Po stalinowskiej czystce przetrwało w ZSRR nie więcej niż 100, w tym nikt z aktywu kierowniczego. W czasie „wielkiej czystki” w ZSRR stracono 46 członków i 24 zastępców członków KC KPP.
W lutym 1938 do Hiszpanii i Francji wysłano z Moskwy sekretarza Komunistycznej Partii Bułgarii Antona Iwanowa Kozinarowa ps. Bogdanow, który rozpoczął rozmowy w środowisku Brygad Międzynarodowych informując o rozwiązaniu KPP. 15 maja 1938 rozpoczęła w Paryżu stworzona przez niego „trójka” w składzie Jan Sobecki (działacz sekcji polskiej KP Francji) oraz Stefan Duchliński i Chil Szraga (dąbrowszczacy). Trójka wysyłała do kraju emisariuszy, którzy w imieniu Kominternu nakazywali zaprzestanie pracy partyjnej. Działalności tej stanowczo sprzeciwiał się kierownik Sekretariatu Krajowego Leon Lipski. Próbował skontaktować się z członkami Biura Politycznego w Paryżu i Pradze, ale łączność została przerwana. Większość działaczy KPP przerwała swoją działalność. Działająca w Paryżu grupa po zmianach personalnych została przemianowana na Grupę Paryską, której zadaniem odtąd miało być odbudowanie partii komunistycznej w Polsce. Po pakcie Ribbentrop-Mołotow i zwrocie w polityce ZSRR i Kominternu jej działalność stała się bezprzedmiotowa.
8 grudnia 1955 roku Prezydium KC KPZR rozpatrzyło wniosek przesłany przez Bolesława Bieruta dotyczący rehabilitacji politycznej KPP. Na XX Zjeździe KPZR w lutym 1956 r. dokonano oficjalnej rehabilitacji KPP. Komitety Centralne komunistycznych partii Związku Radzieckiego, Włoch, Bułgarii i Finlandii (których przedstawiciele wchodzili w 1938 r. w skład Komitetu Wykonawczego Międzynarodówki Komunistycznej i uczestniczyli w podjęciu uchwały o rozwiązaniu KPP) złożyły oświadczenie stwierdzające, że rozwiązanie Komunistycznej Partii Polski było nieuzasadnione.

## Liczebność, skład społeczny i narodowościowy partii
W 1919 roku partia liczyła sobie ok. 7–8 tysięcy członków i 241 funkcjonariuszy partyjnych („funków”) utrzymujących się z pieniędzy wypłacanych przez partię.
W latach 1921 - 1922 partia liczyła ok. 3000 członków, a do organizacji młodzieżowej należało ok. 250 osób. W 1924 roku policja oceniała, że komunistyczne organizacje młodzieżowe liczą 3,6 tys. członków.
Na przestrzeni lat 1930–1933 liczebność partii (bez KPZB i KPZU) przedstawiała się następująco: lipiec 1930 – 3300 członków, marzec 1931 – 4500, październik 1931 – 6800, marzec 1932 – 8000, marzec 1933 – 9200 członków. Robotnicy zatrudnieni w przemyśle stanowili w latach 1931–1933 17% składu społecznego KPP, pracujący w drobnym przemyśle i rzemiośle – 31%, bezrobotni – 18%, robotnicy rolni – 3–4%, chłopi – 28–30%. Na terenie rdzennych ziem polskich 70–71% członków partii było Polakami, zaś 22–26% stanowili Żydzi.
Z obliczeń dokonanych przez Henryka Cimka, Antoniego Czubińskiego, Józefa Kowalskiego i Franciszkę Świetlikową wynika, że KPP na przestrzeni okresu międzywojennego liczyła od 5 do 16 tys. członków. Grzegorz Berendt twierdzi, że w latach trzydziestych ruch komunistyczny w Polsce zrzeszał od 20 do 30 tys. członków. Przeważali członkowie pochodzenia niepolskiego: Żydzi (ok. 30 procent), Ukraińcy, Białorusini (te kategorie członków grupowały się głównie w organizacjach autonomicznych KPP, czyli Komunistycznej Partii Zachodniej Ukrainy i Komunistycznej Partii Zachodniej Białorusi). Polacy stanowili ok. 40 procent składu osobowego KPP. Jednocześnie Związek Młodzieży Komunistycznej w Polsce (od 1930 roku – Komunistyczny Związek Młodzieży Polski) liczył od kilku do kilkunastu tysięcy członków.

## Organy prasowe
Głównym organem prasowym KPP był „Czerwony Sztandar” oraz wychodzący za granicą „Nowy Przegląd”. Wśród początkowo legalnych czasopism komunistycznych znajdowały się zarówno pozycje wysokonakładowe, takie jak „Sztandar Socjalizmu” (dziennik KPRP o nakładzie od 10 do 30 tys. egzemplarzy), wychodząca we Lwowie „Trybuna Robotnicza” (1922–1924) czy „Dziennik Popularny” (wydawany od października 1936 do marca 1937 w nakładzie 50 tys. egzemplarzy), jak i czasopisma o mniejszym zasięgu. KPP koordynowała też wydawanie szerokiej gamy pism nielegalnych. Starając się dotrzeć do jak największej liczby odbiorców, KPP wraz z KPZB i KPZU wydawała materiały propagandowe w języku polskim, rosyjskim, białoruskim, ukraińskim, litewskim i jidysz.

## Udział w wyborach

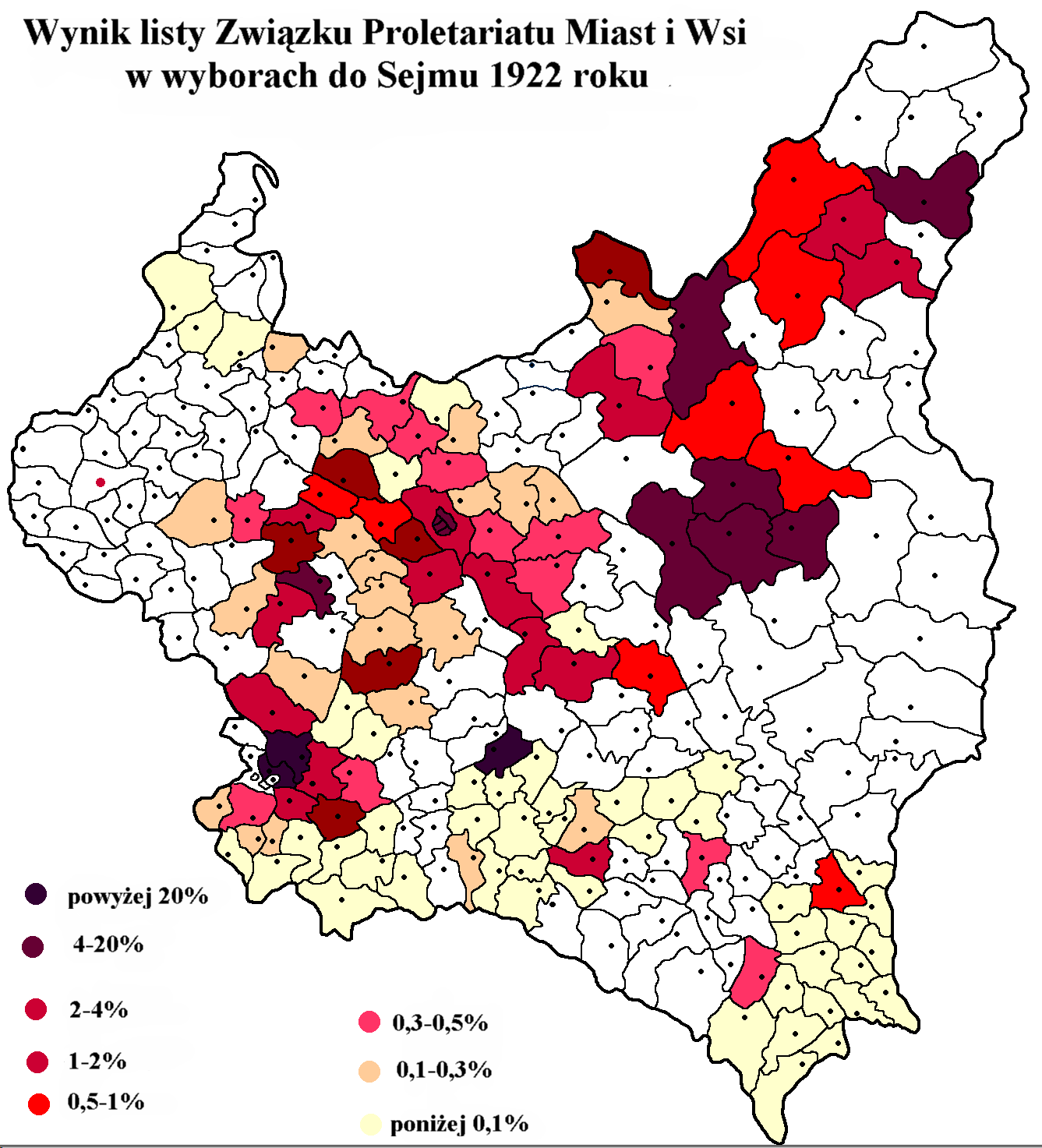
Wynik listy Związku Proletariatu Miast i Wsi w wyborach do Sejmu 1922 roku

KPRP zbojkotowała wybory do Sejmu Ustawodawczego w styczniu 1919, licząc na rychłe zwycięstwo rewolucji światowej.
Trzy lata później, już po klęsce RFSRR w wojnie z Polską, otrzymała zadanie wejścia do polskiego parlamentu. W wyborach w listopadzie 1922, jako ugrupowanie nielegalne startowała pod szyldem Związek Proletariatu Miast i Wsi (zdobyła 2 mandaty). Wystawiono kandydatów w 51 okręgach wyborczych na 64, przy czym władze unieważniły listy w 10 okręgach wyborczych. W wyborach tych na zarejestrowanych kandydatów komunistycznych padło ponad 121 tys. głosów. Posłowie Związku w listopadzie 1924 wraz z kilku posłami Ukraińskiej Partii Socjal-Demokratycznej utworzyli w Sejmie Komunistyczną Frakcję Poselską.
W wyborach do Sejmu RP i Senatu w 1928 komuniści utworzyli legalne przybudówki partii, chcąc wziąć udział w głosowaniu. Najwięcej głosów uzyskały listy wyborcze: Sel-Rob Prawica, Jedność Robotniczo-Chłopska, Sel-Rob Lewica, Zjednoczenie Lewicy Chłopskiej, Zjednoczenie Robotnicze dla miasta Łodzi i Zmagania za interesy robotników i włościan. Ogółem KPP i listy wystawione przez związane z nią organizacje uzyskały prawie 920 tys. ważnych oddanych głosów. Uzyskano 7 mandatów poselskich.
W wyborach w 1930 (do Sejmu III kadencji i Senatu), czyli tzw. „wyborach brzeskich” na organizacje „przybudówkowe” KPP (lista główna została unieważniona przez władze sanacyjne) zagłosowało 286 612 wyborców. Doliczając głosy unieważnione dałoby to nie więcej niż 400 tys. głosów poparcia dla komunistów (ok. 3,6 proc. całości). W czasie kadencji przynależność do KPP zadeklarował senator Stefan Boguszewski. Były to ostatnie wybory parlamentarne, na podstawie których można w przybliżeniu określać wpływy KPP, gdyż wybory z 1935 roku KPP zbojkotowała, a w 1938 roku, gdy odbyły się ostatnie wybory w II RP, KPP już nie istniała.
Komuniści brali również udział w wyborach samorządowych. W 1927 roku na unieważniane na ogół listy popierane przez komunistów w wyborach do rad miejskich padło 152 525 głosów, co dało prawie 18 procent głosujących. Na przykład w wyborach do Rady Miejskiej w Warszawie na ponad 394 tys. oddanych głosów na unieważnione listy komunistyczne padło prawie 63 tys. głosów, a w wyborach w Łodzi około 43 tys. głosów. Jeszcze więcej zdobywali komuniści głosów w Zagłębiu Dąbrowskim, gdzie np. w Czeladzi zyskali ok. 50 procent poparcia.
Duże wpływy mieli też komuniści w kasach chorych, np. w Warszawie w wyborach w 1921 roku i w 1926 roku zdobyli najwięcej głosów wyprzedzając PPS.

## Władze KPP
- I Zjazd Organizacyjny KPRP 16 grudnia 1918 w Warszawie. Wyłoniono Komitet Centralny KPRP w składzie: Franciszek Fiedler (SDKPiL), Franciszek Grzelszczak-Grzegorzewski (SDKPiL), Władysław Kowalski (SDKPiL), Adolf Zalberg-Piotrowski (SDKPiL), Szczepan Rybacki (SDKPiL), Henryk Stein-Domski (SDKPiL), Józef Ciszewski (PPS-Lewica), Maksymilian Horwitz – Henryk Walecki (PPS-Lewica), Henryk Iwiński, Maria Koszutska – Wera Kostrzewa (PPS-Lewica), Stefan Królikowski (PPS-Lewica), Wacław Wróblewski (PPS-Lewica). Wybrano Centralną Redakcję w składzie: Franciszek Fiedler, Henryk Stein-Domski, Adolf Warszawski – Adolf Warski. Na I konferencji KPRP (maj 1920) do KC został dokooptowany Henryk Lauer.
- II Zjazd KPRP 19 września – 2 października 1923 w Bolszewie pod Moskwą. Wyłoniono Komitet Centralny KPRP w składzie: Maria Koszutska – Wera Kostrzewa, Władysław Stein-Krajewski, Maksymilian Horwitz – Henryk Walecki, Adolf Warszawski – Adolf Warski, Jerzy Czeszejko-Sochacki, Wacław Wróblewski, Franciszek Grzelszczak, Osyp Kriłyk-Wasylkiw (KPZU), Franciszek Fiedler, Julian Brun, Ludwik Szabatowski, Aleksander Danieluk, Saul Amsterdam, Roman Jabłonowski, Henryk Bitner, Stanisław Mertens-Stefan Skulski. Wybrano ponadto ośmiu zastępców, w tym Mieczysława Bernsteina-Redensa. Zgodnie z uchwałą II Zjazdu wyłoniono Biuro Polityczne: Aleksander Danieluk (KPZU), Franciszek Fiedler, Franciszek Grzelszczak, Stanisław Mertens-Stefan Skulski, Tadeusz Żarski (wszyscy krajowa część Biura) oraz Maria Koszutska – Wera Kostrzewa, Maksymilian Horwitz – Henryk Walecki, Adolf Warszawski – Adolf Warski (część zagraniczna Biura w Moskwie). Kierownictwo zostało zawieszone w lipcu 1924 przez „Komisję Polską”, pod przewodnictwem Józefa Stalina[102], na V Kongresie Międzynarodówki Komunistycznej. Formalne postanowienie wydał Komitet Wykonawczy Kominternu. Powołano wówczas (w lipcu 1924) „Nadzwyczajne Biuro Organizacyjne” (tzw. prowizorium KC) w składzie: Franciszek Grzelszczak, Władysław Stein-Krajewski, Stanisław Mertens-Stefan Skulski, Leon Purman, Julian Brun. Później dokooptowano Henryka Stein-Domskiego.
- III Zjazd KPP 16 stycznia – 5 lutego 1925 k. Moskwy. Wyłoniono Komitet Centralny w składzie: Franciszek Grzelszczak, Józef Lewartowski, Józef Łohinowicz (sekretarz KC KPZB), Stanisław Mertens-Stefan Skulski, Leon Purman, Henryk Stein-Domski, Zofia Unszlicht-Osińska, Stefan Wołyniec (członek KC KPZB), Tadeusz Żarski. Zastępcami członków KC zostali: Saul Amsterdam, Mieczysław Bernstein-Redens (przedstawiciel KPP w Międzynarodówce Komunistycznej), Wacław Bogucki, Jan Gutowski, Osyp Kriłyk-Wasylkiw (KPZU), Salomon (Szloma) Miller (KPZB), Jan Paszyn, Władysław Stein-Krajewski. W maju 1925 po aresztowaniu Grzelszczaka i Purmana w skład KC weszli: Kazimierz Cichowski i Jan Paszyn. W grudniu 1925 do KC został dokooptowany Henryk Lauer. W 1927 do KC został wybrany Witold Tomorowicz[103].
- V Zjazd KPP 16–29 sierpnia 1930 w Peterhofie k. Leningradu. Wyłonił Komitet Centralny w składzie: Wincenty Aniołkowski, Bronisław Bortnowski, Stanisław Burzyński, Saul Amsterdam-Gustaw Henrykowski, Jan Izydorczyk, Ignacy Kalaga, Wilhelm Knorin, Alfred Lampe, Julian Leszczyński-Leński, Antoni Lipski, Józef Łohinowicz, Franciszek Mazur, Edward Próchniak, Adam Kaczorowski-Sławiński, Jerzy Czeszejko-Sochacki. Zastępcami członków KC zostali: Icchok Amster, Julian Brun, Izrael Gajst, Franciszek Grzelszczak, Hryhorij Iwanenko (KPZU), Maria Eiger-Kamińska, Salomon (Szloma) Miller, Gustaw Reicher-Rwal, Wacław Rożek, Jerzy Heryng-Ryng (od lipca 1931 r. członek KC), Stanisław Mertens-Stefan Skulski, Szymon Zachariasz, Wiktor Żytłowski, „Ferdynand” i „Rudolf” (nazwiska nie ustalone). Spośród członków KC wyłoniono Biuro Polityczne w składzie: Julian Leszczyński-Leński, jako sekretarz generalny, Bronisław Bortnowski, Stanisław Burzyński, Adam Kaczorowski-Sławiński, Jerzy Czeszejko-Sochacki; jako zastępcy – Saul Amsterdam-Gustaw Henrykowski, Alfred Lampe i Józef Łohinowicz. W skład Sekretariatu Krajowego KC wchodzili: Jan Hempel, Saul Amsterdam-Gustaw Henrykowski, Jan Izydorczyk, Józef Lewartowski i Wiktor Żytłowski[104].
- VI Zjazd KPP (ostatni) 8–18 października 1932 k. Mohylewa w Białoruskiej SRR. Wyłonił 37 członków oraz zastępców członków Komitetu Centralnego KPP. W jego skład weszli: Bronisław Bortnowski, Stanisław Burzyński, Bernard Cukier–Witold Kolski, Franciszek Grzelszczak, Saul Amsterdam-Gustaw Henrykowski, Jan Izydorczyk, Alfred Lampe, Julian Leszczyński-Leński, Antoni Lipski, Józef Łohinowicz, Franciszek Mazur, Zenon Nowak, Jan Paszyn, Edward Próchniak, Jerzy Heryng-Ryng, Stanisław Mertens-Stefan Skulski, Adam Sławiński, Jerzy Czeszejko-Sochacki, Antoni Szkudlarek, Szymon Zachariasz. Zastępcami członków KC zostali: Mieczysław Bernstein-Redens, Julian Brun, Stanisław Budzyński, Izrael Gajst, Beniamin Goldflam, Konstanty Graeser-Kalicki, Hryhorij Iwanenko(inne języki) (KPZU), Mykoła Kułyk (KPZU), Adam Leśkiewicz, Józef Lewartowski, Szloma (Salomon) Miller, Józef Mützenmacher, Alfred Piecha, Gustaw Reicher-Rwal, Romana Wolf–Helena Jezierska, Myron Zajaczkiwśkyj(inne języki) (KPZU), Wiktor Żytłowski. Na sekretarza generalnego ponownie wybrano Juliana Leszczyńskiego-Leńskiego. W skład Biura Politycznego weszli: Bronisław Bortnowski, Stanisław Burzyński, Adam Sławiński, Jerzy Czeszejko-Sochacki. Zastępcami członków BP zostali: Saul Amsterdam-Gustaw Henrykowski, Józef Łohinowicz, Franciszek Mazur i Edward Próchniak. Skład Sekretariatu Krajowego: Saul Amsterdam-Gustaw Henrykowski, Witold Kolski, Wacław Kwiatkowski, Alfred Lampe, Józef Lewartowski, Zenon Nowak, Stanisław Mertens-Stefan Skulski, Wiktor Żytłowski[105].
- U progu „wielkiej czystki” w ZSRR w lutym 1937 r. obradowało w Moskwie V Plenum KC KPP. W skład KC wchodziło wówczas 17 członków oraz 10 zastępców – o 10 osób mniej niż wybranych na VI Zjeździe w 1932 r. Ostatni skład Komitetu Centralnego KPP był następujący: Bronisław Bortnowski, Franciszek Grzelszczak, Saul Amsterdam-Gustaw Henrykowski, Jan Izydorczyk, Alfred Lampe, Julian Leszczyński-Leński, Antoni Lipski, Franciszek Mazur, Zenon Nowak, Jan Paszyn, Edward Próchniak, Gustaw Reicher-Rwal, Jerzy Heryng-Ryng, Stanisław Mertens-Stefan Skulski, Adam Sławiński, Szymon Zachariasz, Wiktor Żytłowski. Zastępcy członków KC: Mieczysław Bernstein-Redens, Julian Brun, Stanisław Budzyński, Beniamin Goldflam, Witold Kolski, Adam Leśkiewicz, Józef Lewartowski, Szloma Miller, Alfred Piecha, Romana Wolf. Biuro Polityczne stanowili: Bronisław Bortnowski, Julian Leszczyński-Leński, Jan Paszyn, Edward Próchniak i Stanisław Mertens-Stefan Skulski. W skład Sekretariatu Krajowego KC KPP wchodzili wówczas: Leon Holzer, Mojżesz Kagan, Zygmunt Karłowski, Antoni Lipski, Leon Lipski, Romana Wolf i Włodzimierz Zawadzki[106].